# Pavilion Mountain
Pavilion Mountain är ett berg i Kanada.   Det ligger i provinsen British Columbia, i den södra delen av landet, 3 400 km väster om huvudstaden Ottawa. Toppen på Pavilion Mountain är 2 089 meter över havet.
Terrängen runt Pavilion Mountain är huvudsakligen kuperad, men norrut är den bergig. Trakten runt Pavilion Mountain är nära nog obefolkad, med mindre än två invånare per kvadratkilometer.. Närmaste större samhälle är Clinton, 13,1 km nordost om Pavilion Mountain.
I omgivningarna runt Pavilion Mountain växer i huvudsak barrskog.